# Georgys Hütte
Die Georgys Hütte (rätoromanisch im Idiom Puter Chamanna Georgy, italienisch Capanna Georgy) ist eine private Berghütte in den Livigno-Alpen. Sie liegt auf einer Höhe von 3175 m ü. M., 87 Höhenmeter unterhalb des Gipfels des Piz Languard, an der Grenze der Gemeinden Pontresina und La Punt Chamues-ch im Kanton Graubünden in der Schweiz. Die Hütte ist die höchstgelegene Berghütte des Kantons Graubünden. Benannt wurde die Hütte nach dem Leipziger Maler Wilhelm Georgy.
Die Hütte besitzt eine grosse Terrasse, einen Esssaal und ein Lager für 20 Personen.

## Namensherkunft
Die Hütte wurde nach dem Leipziger Maler Wilhelm Georgy (1819–1887) benannt. Um das Jahr 1850 war er Zeichner beim Verlag J. J. Weber in Leipzig. In jener Zeit wurde Georgy zusammen mit dem Kunstmaler Emil Rittmeyer mit der Bebilderung der naturkundlichen Publikation Das Tierleben der Alpen von Friedrich Tschudi beauftragt. Die Aufgabe wurde zum Anlass für längere Reisen in den Alpen, um die Kenntnisse der Berglandschaft sowie deren Fauna und Flora zu vertiefen. Zwischen 1854 und 1858 begab er sich ins Engadin. Er wohnte in einem Hotel in Pontresina, wo er auch den Landammann Gian Saratz kennen lernte. Zwischen den Männern entstand eine Freundschaft. Georgy erzählte Saratz wie leid es ihm sei, abends ständig allein zu sein. Saratz, selbst ein begnadeter Naturforscher (er hatte sich auch im Handwerk des Präparators ausbilden lassen), nahm Georgy während der nächsten zwei Jahre in die eigene Familie auf und entdeckte dabei, dass ihm die Rolle des Gastgebers zusagte.
Während dieser Zeit hielt sich Georgy gerne auf der kleinen Hütte am Piz Languard auf, wo er die Natur bei verschiedensten Witterungsverhältnissen kennenlernte und Studien anfertigte. Sein Ölbild Bernina-Gruppe mit Gemsen vom Piz Languard aus ist das Resultat eines sorgfältigen Studiums von Tier und Natur in der Umgebung der Georgys Hütte. Neben Skizzenbücher erhielt Saratz das Gemälde, das heute noch im Treppenhaus des Hotels Saratz hängt.

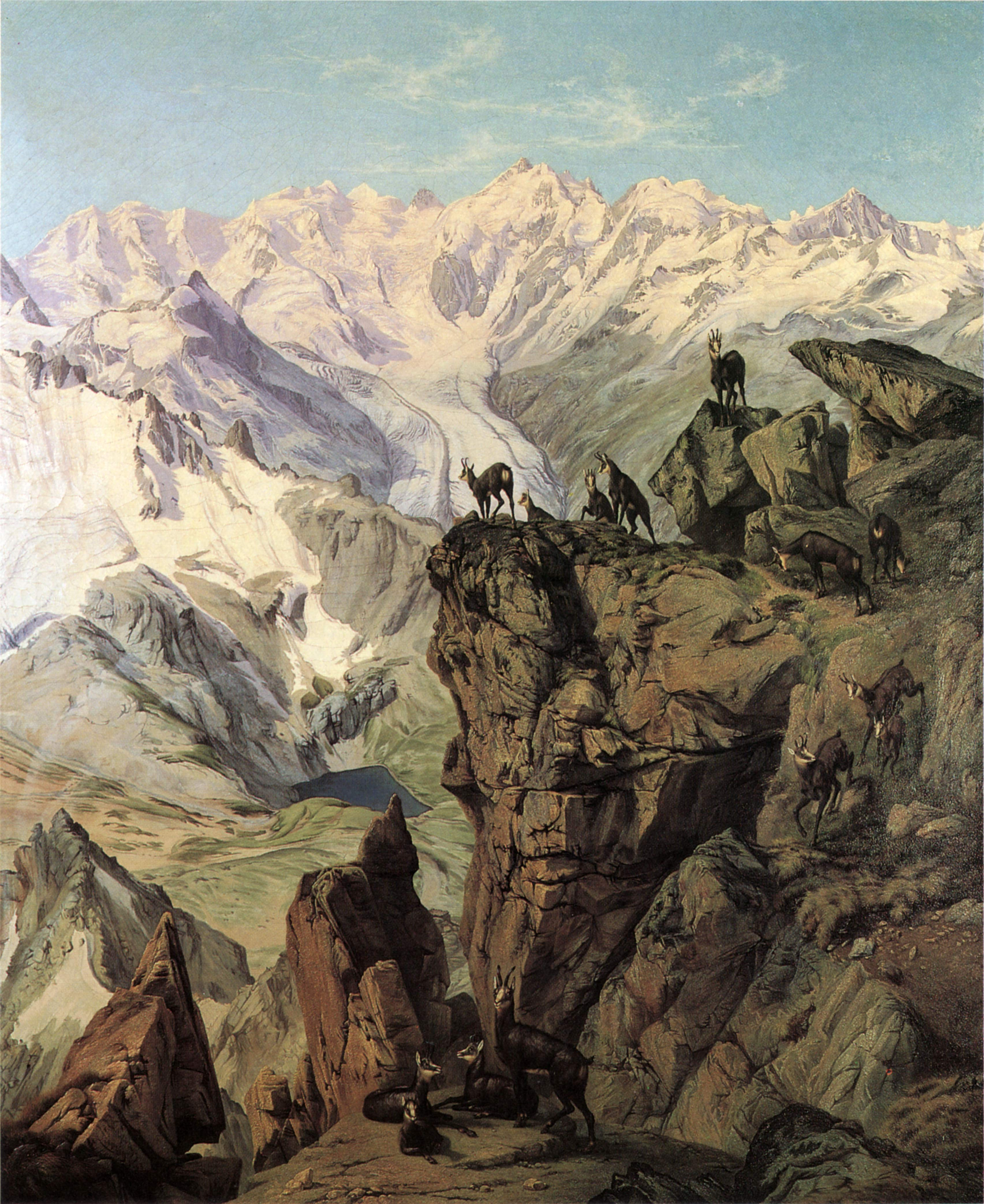
Wilhelm Georgy: Bernina-Gruppe mit Gemsen vom Piz Languard.
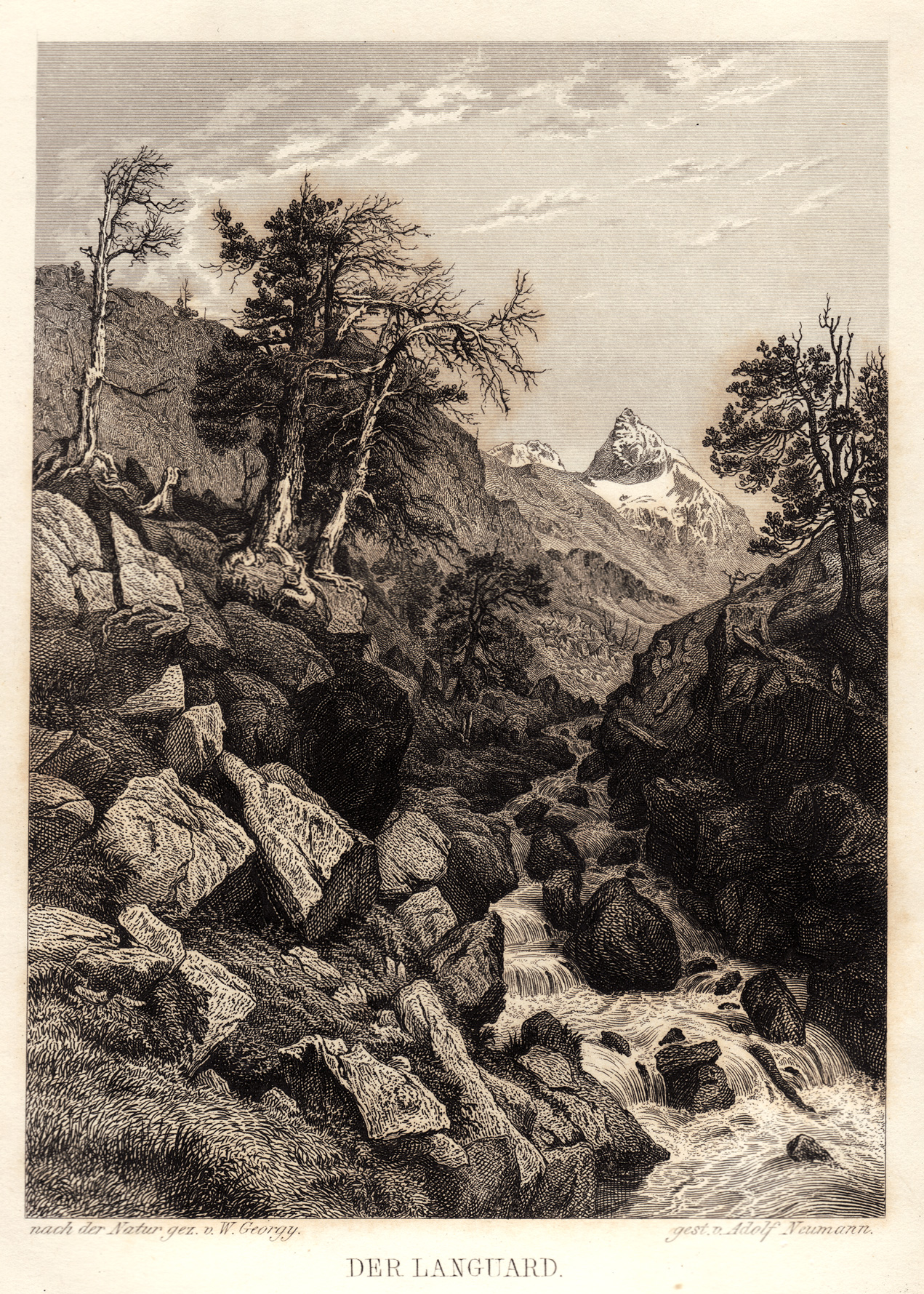
Wilhelm Georgy: Der Languard.

## Zustiege

### Von Pontresina
- Ausgangspunkt: Pontresina (1805 m) oder Alp Languard (2325 m)
- Via: Plaun da l’Esen
- Schwierigkeit: EB, als Wanderweg weiss-rot-weiss markiert
- Zeitaufwand: 3½ Stunden von Pontresina, 2 Stunden von Alp Languard

### Von Muottas Muragl
- Ausgangspunkt: Muottas Muragl (2454 m)
- Via: Segantinihütte (2732 m), Plaun da l’Esen
- Schwierigkeit: EB, als Wanderweg weiss-rot-weiss markiert
- Zeitaufwand: 3½ Stunden

### Von Bernina Suot
- Ausgangspunkt: Bernina Suot (2045 m)
- Via: Plaun Graund, Val Pischa, Fuorcla Pischa (2847 m), Plaun da l’Esen
- Schwierigkeit: EB, als Wanderweg weiss-rot-weiss markiert
- Zeitaufwand: 4½ Stunden

### Von La Punt Chamues-ch
- Ausgangspunkt: La Punt Chamues-ch (1708 m)
- Via: Plaun Graund, Val Pischa, Fuorcla Pischa (2847 m), Plaun da l’Esen
- Schwierigkeit: EB
- Zeitaufwand: 6½ Stunden

## Übergänge
- Muottas Muragl (2454 m), EB, 3¼ Stunden
- Segantinihütte (2732 m), EB, 1¾ Stunden

## Gipfelbesteigungen
- Piz Languard (3262 m) EB, 15 Minuten

## Bildergalerie

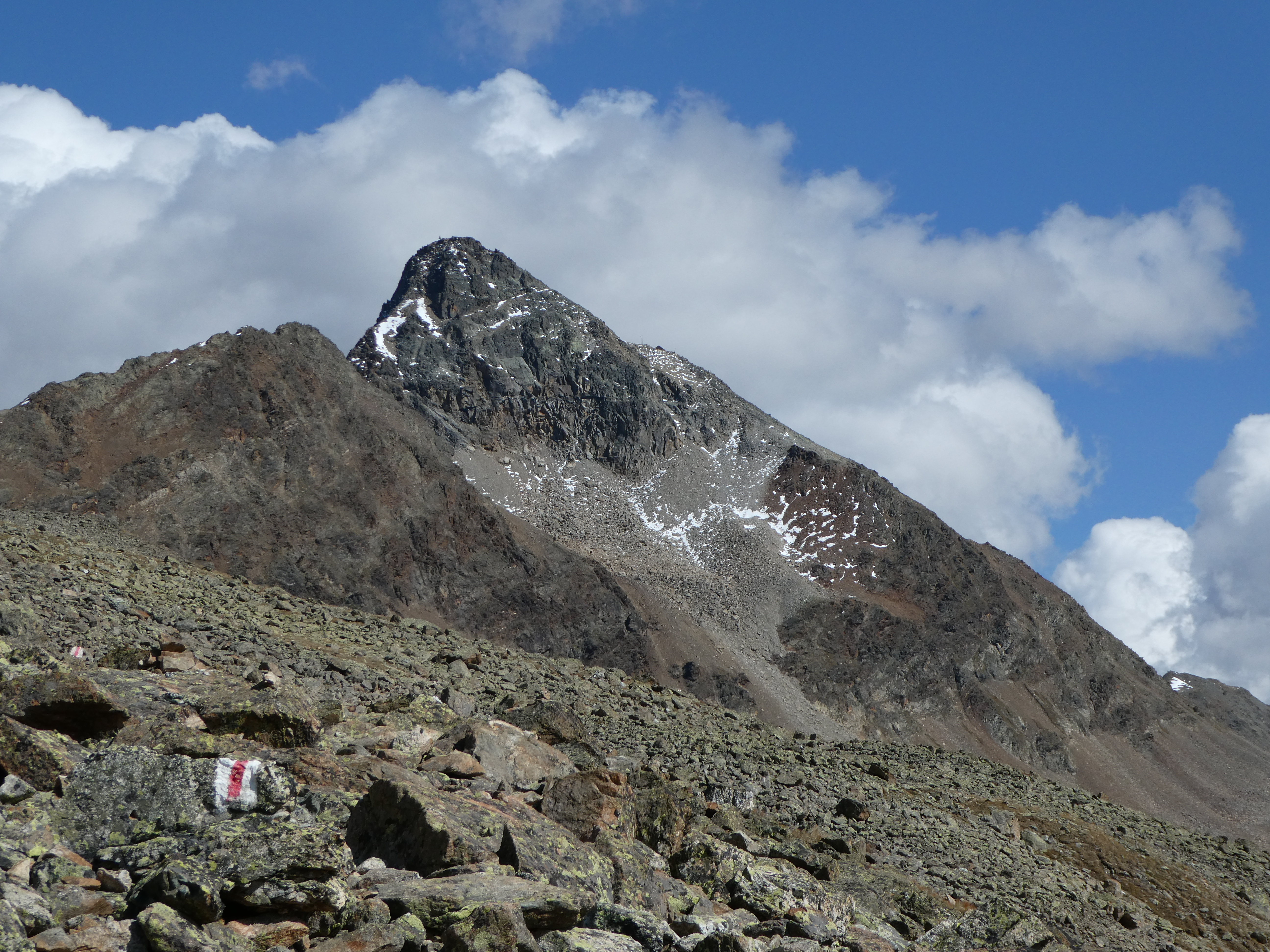
Piz Languard, aufgenommen von Costa dals Süts. Die Georgys Hütte befindet sich auf der obersten Terrasse am rechten Grat.
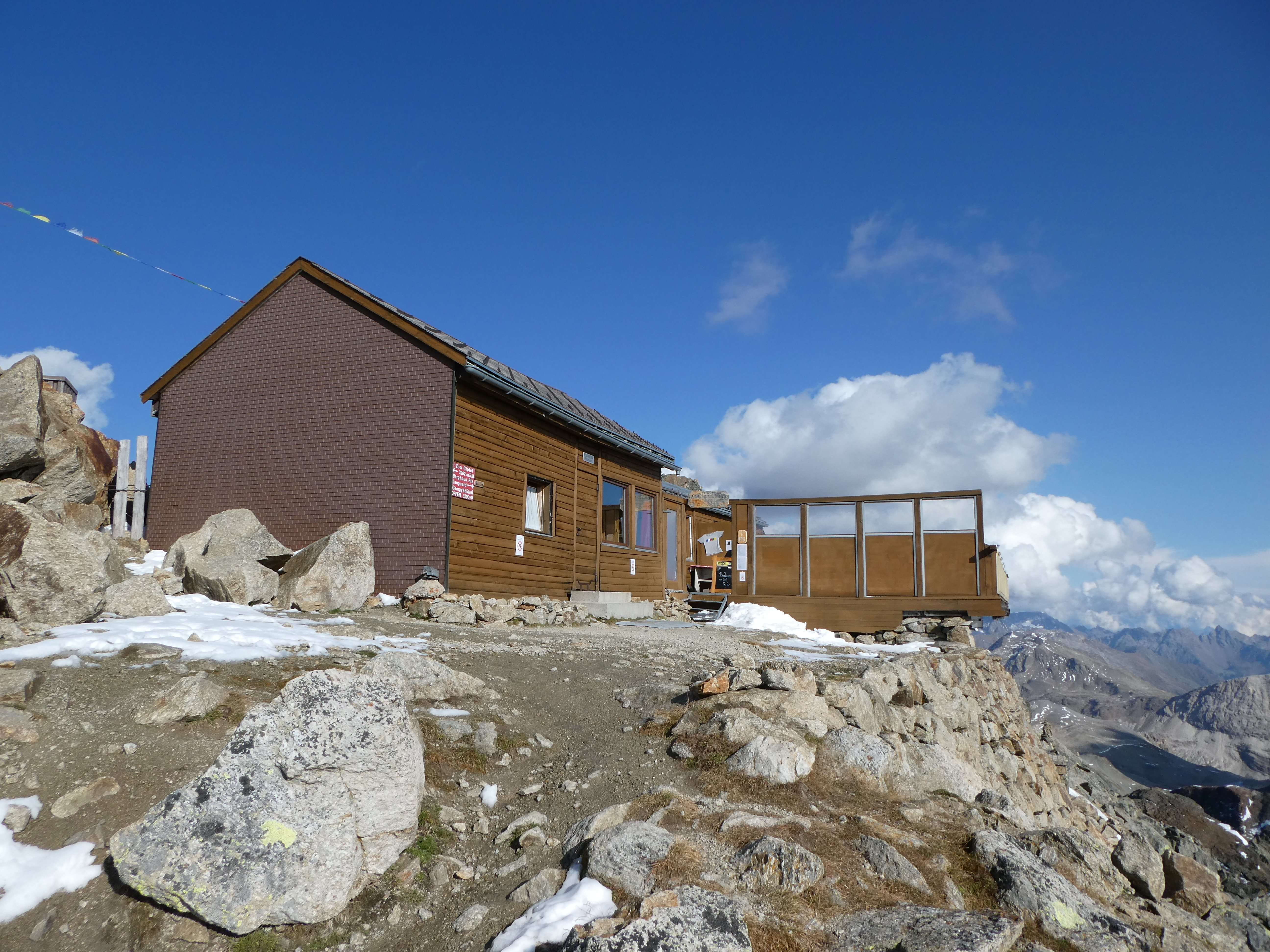
Georgys Hütte von Westen mit Esssaal und Lager
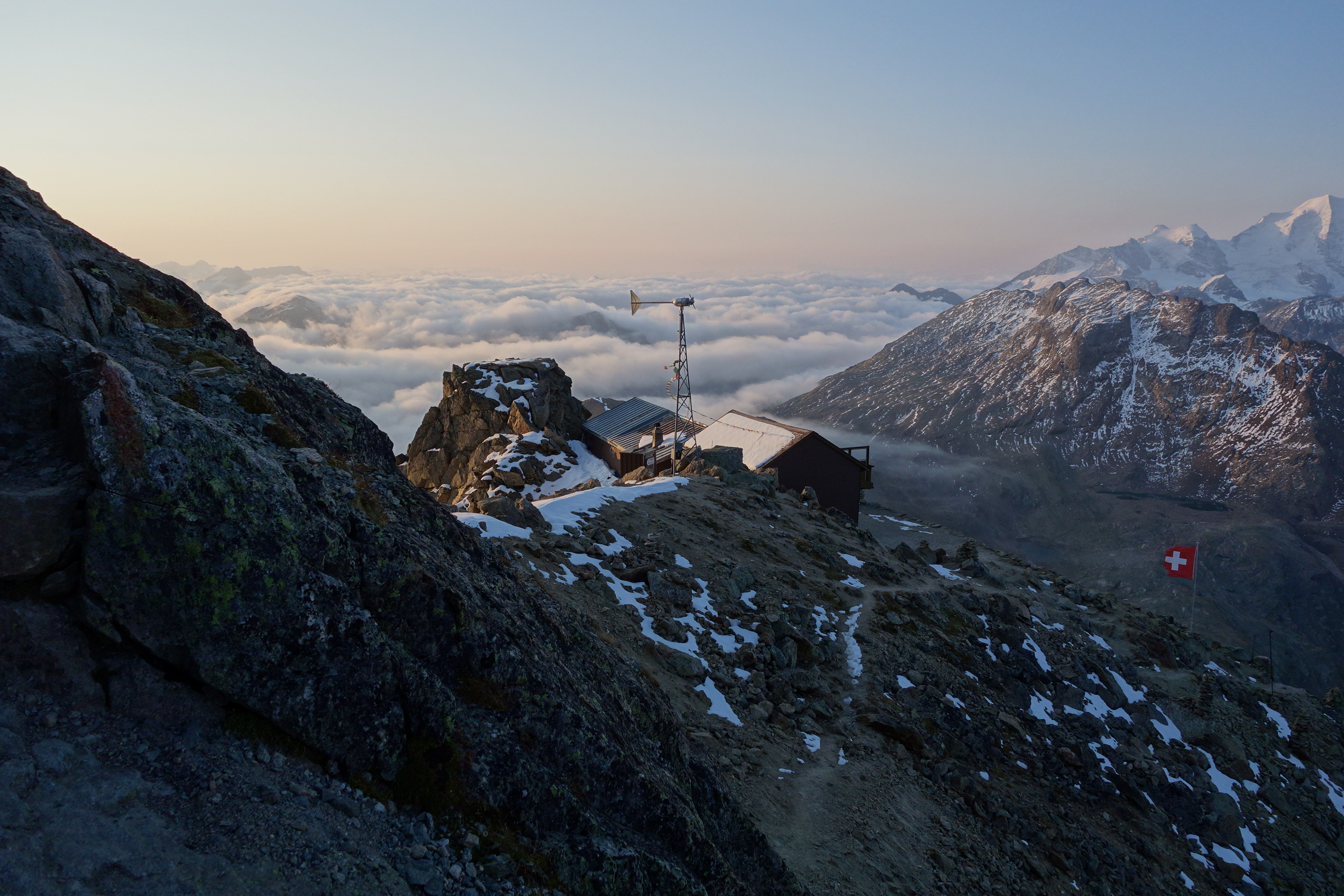
Georgys Hütte vom Weg zum Piz Languard
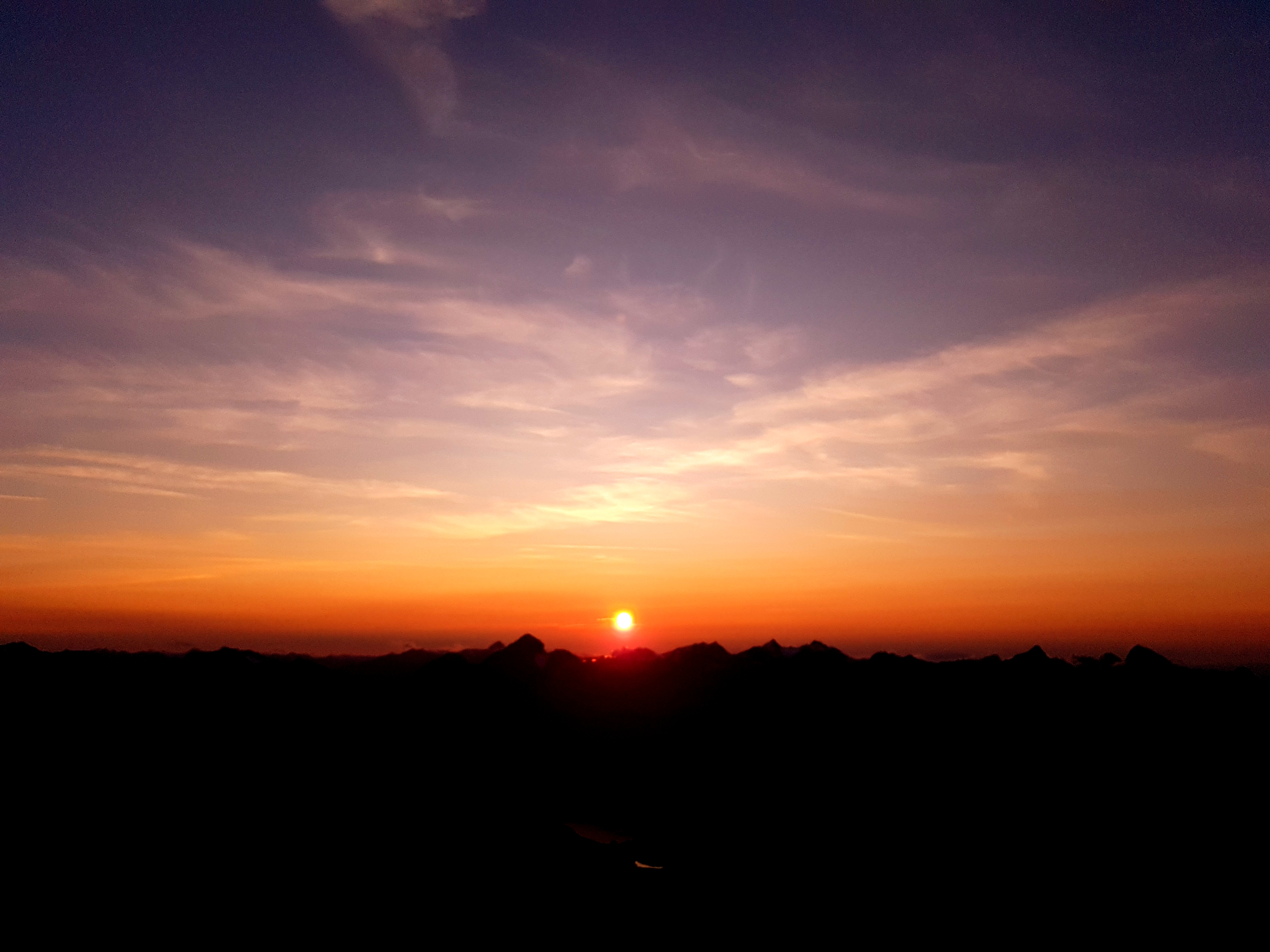
Sonnenuntergang über den Piz Forbesch
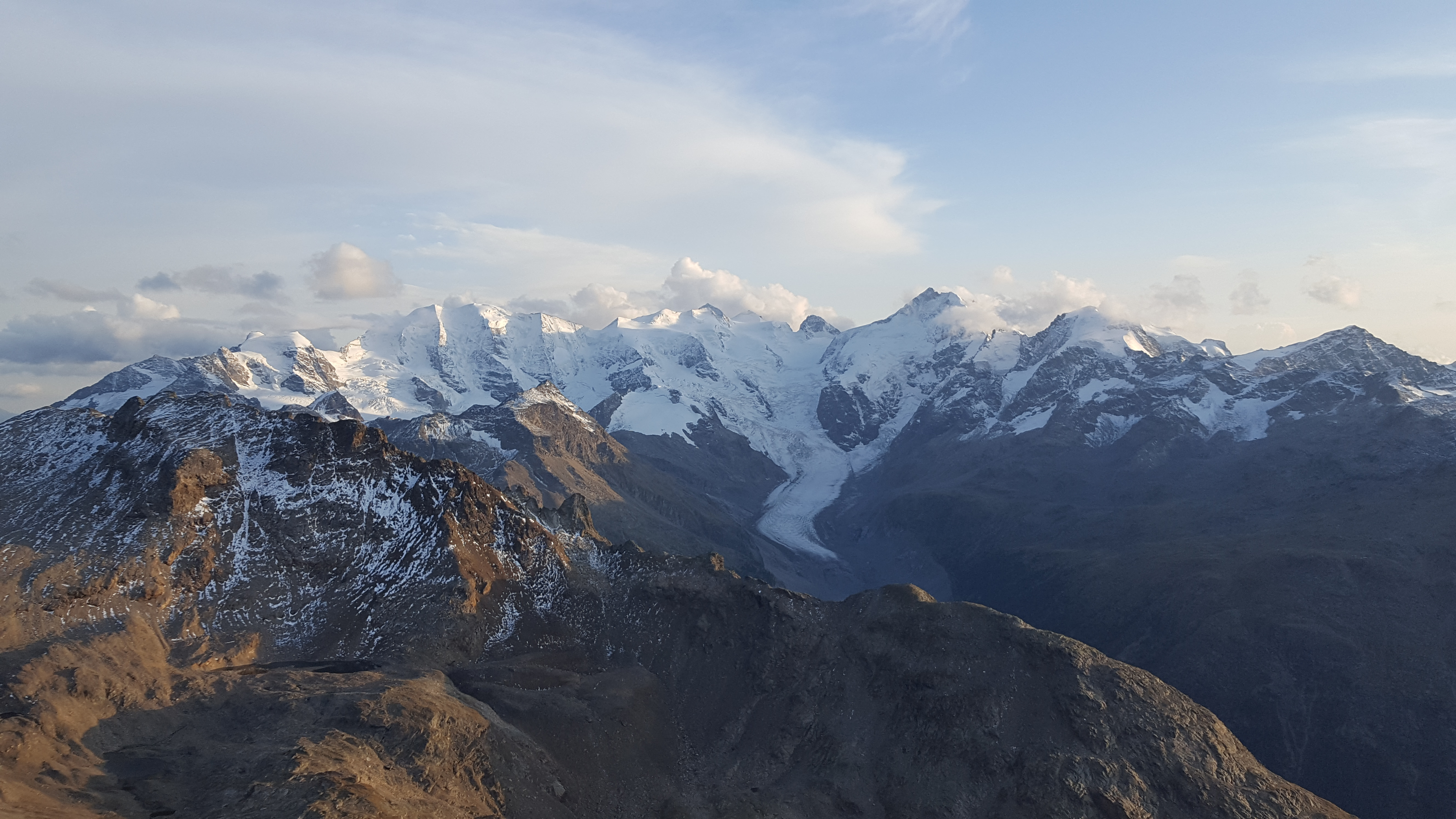
Blick nach Süden zur Berninagruppe mit (v. l. n. r.) Piz Caral, Piz d’Arlas, Piz Cambrena, Piz Palü, Piz Spinas, Bellavista, Piz Zupò, Piz Argient, Crast’ Agüzza, Piz Bernina, Piz Prievlus, Piz Morteratsch, Piz Boval und Piz Tschierva. Vor dem Gebirgszug der Morteratschgletscher, ganz vorne links der Piz Albris